# Dnyiprói metró
A dnyiprói metró (ukránul: Дніпровський метрополітен, magyar átírásban: Dnyiprovszkij metropoliten) az ukrajnai Dnyipro város föld alatti gyorsvasúti rendszere, melyet 1995-ben nyitottak meg. Egy metróvonallal és hat állomással rendelkezik. A kelet–nyugati irányban húzódó vonal hossza 7,1 km, ezt a távolságot a szerelvények 12 perc alatt teszik meg. A kijevi és a harkivi metró után ez Ukrajna harmadik metrórendszere, amely az ország negyedik legnépesebb városát szolgálja ki. A metró a Dnyiprói főpályaudvart köti össze a város nyugati részével.

## Története
A metró építését 1982-ben kezdték el. A Szovjetunió gazdasági válsága miatt az építkezés az 1980-as évek végére lelassult, így a tervezett 1991-es átadásra nem került sor. Ekkor már kb. 90%-os készültségi szinten volt a metró. A metróvonalon 1995. december 26-án indult el a forgalom. 2016-ban három állomás és a hozzájuk tartozó szakaszok építéséről döntöttek, a 2017-ben megkezdett építkezést azonban a kivitelező a 2022-es orosz-ukrán háború kitörésekor felfüggesztette.

## Jellemzői
A vonalat eredetileg 11,8 km-es hosszúságúra és kilencállomásosra tervezték, de csak hatot építettek meg 7,1 km-en. Három új állomás építése folyik és további két állomás építése van tervbe véve. Ezek többsége a vonal keleti felén található, melyekkel a metró elérné a városközpontot. Az állomások többsége mélyépítésű, mindössze egy, a Pokrovszka állomás található a felszín közelében. Az állomásokon egységesen 102 m a peronok hossza. A metrószerelvények csúcsidőben 4–7 percenként, csúcsidőn kívül 10–16 percenként közlekednek. A vasúti vágányok széles nyomtávolságúak (1524 mm-es). A metró naponta 5:35–23:00 között üzemel. Egy utazás ára 6 hrivnya (2020. január 3-tól).

## Állomások
- Parusz (tervezett)
- Pokrovszka
- Proszpekt Szvobodi
- Zavodszka
- Metalurhiv
- Metrobugyivnikiv
- Vokzalna
- Teatralna (építés alatt)
- Centralna (építés alatt)
- Muzejna (építés alatt)
- Dnyipro (tervezett)

## Járművek
A metrón a Jegorov Vagongyárban (Vagonmas) készült 81–717.5/81–714.5 és a Metrovagonmasnál gyártott 81–717.5M/81–714.5M típusú járművek üzemelnek. Összesen 45 darab motorkocsival rendelkezik a metró, közülük 18 darab vezérlőkocsi. A metrót egy kocsiszín, a Gyijivkai kocsiszín szolgálja ki, amely a vonal nyugati végében, a Pokrovszka állomás után található.